# Basilica di San Biagio (Finale Ligure)
La basilica collegiata di San Biagio è un luogo di culto cattolico situato nel nucleo urbano storico di Finalborgo, in piazza San Biagio, a Finale Ligure in provincia di Savona. La chiesa è sede della comunità parrocchiale omonima del vicariato di Finale Ligure-Noli della diocesi di Savona-Noli.
Nell'aprile del 1949 papa Pio XII l'ha elevata alla dignità di basilica minore.

## Storia

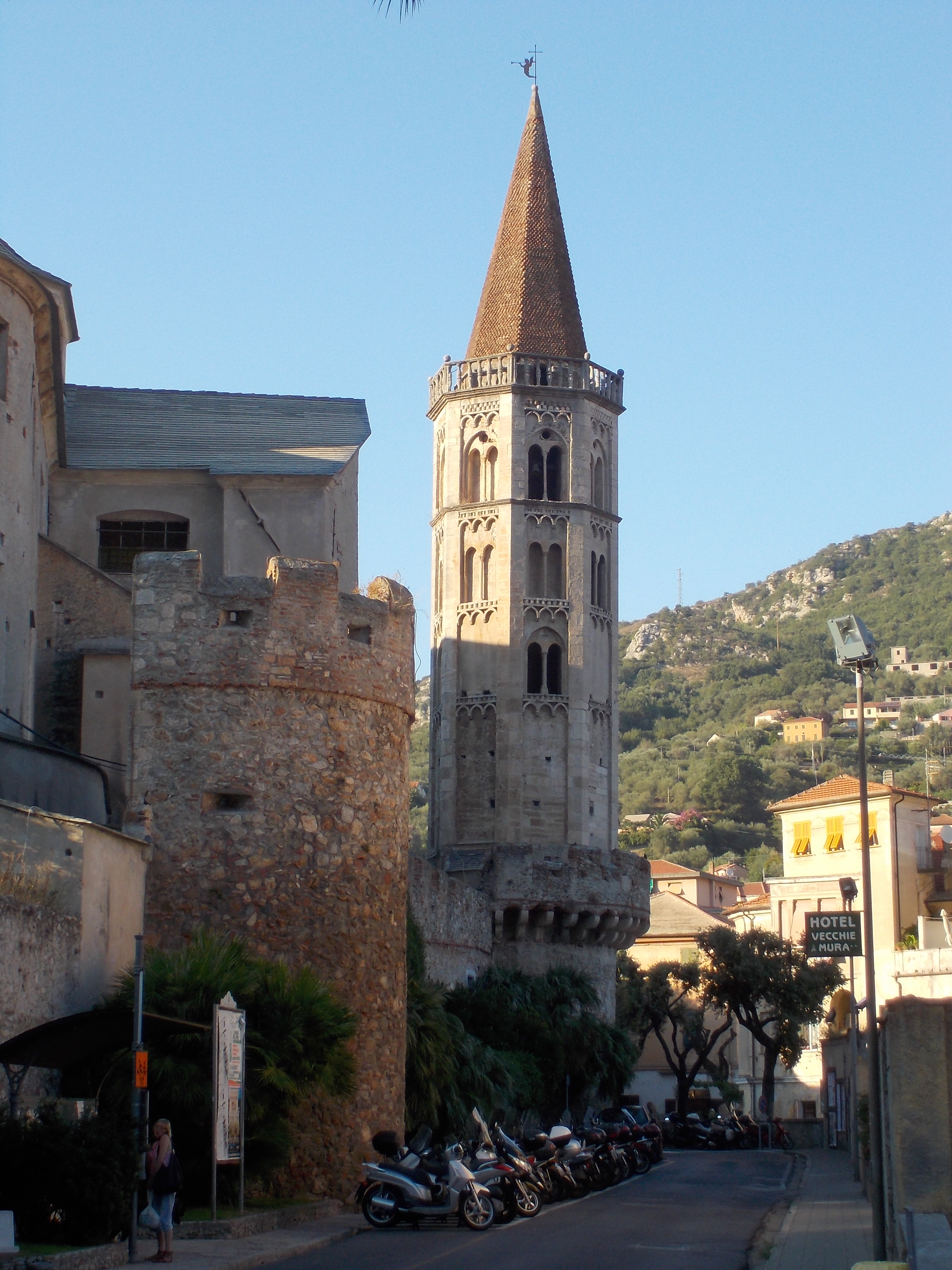
Scorcio del campanile

Il culto di san Biagio, protettore, fra l'altro, dei cardatori di lana, è probabilmente uno dei più antichi del Finale. La produzione e il commercio di torselli lanici è un'attività tradizionale del Finalese, documentata per la prima volta nel 1128 dal regolamento del dazio di Genova, in cui gli abitanti di Finale compaiono come esportatori di lana e canapa.
La chiesa, tuttavia, compare per la prima volta in un documento scritto solamente nel 1261. Ad essa era annesso anche un ricovero per malati ma non ve n'è più alcun rudere. La chiesa antica, di cui non si conosce l'origine, era posta dall'altro lato del torrente Aquila, ma fu ricostruita entro il perimetro delle mura di Finalborgo nel 1372-1375, in stile gotico.
Danneggiata nel tardo Cinquecento a seguito della seconda invasione del marchesato di Finale da parte della Repubblica di Genova, e ormai inadeguata per dimensioni, la chiesa gotica fu quasi interamente demolita a metà del XVII secolo per fare spazio ad un nuovo edificio allora in corso di costruzione, ma con pianta ruotata di 90 gradi. L'abside e le cappelle absidali della chiesa trecentesca sono state conservate parzialmente nel breve spazio fra l'edificio seicentesco e le mura del Borgo.
La nuova chiesa, costruita tra il 1633 e il 1650 su progetto dell'architetto finalese Andrea Storace, ha pianta a croce latina e divisa in tre navate con cupola centrale. Essa conserva l'originario e caratteristico campanile ottagonale con sottili bifore appoggiato su di una preesistente torre difensiva anteriore al 1452. La facciata rimase incompiuta e lasciata al grezzo, senza particolare stile.

## Descrizione

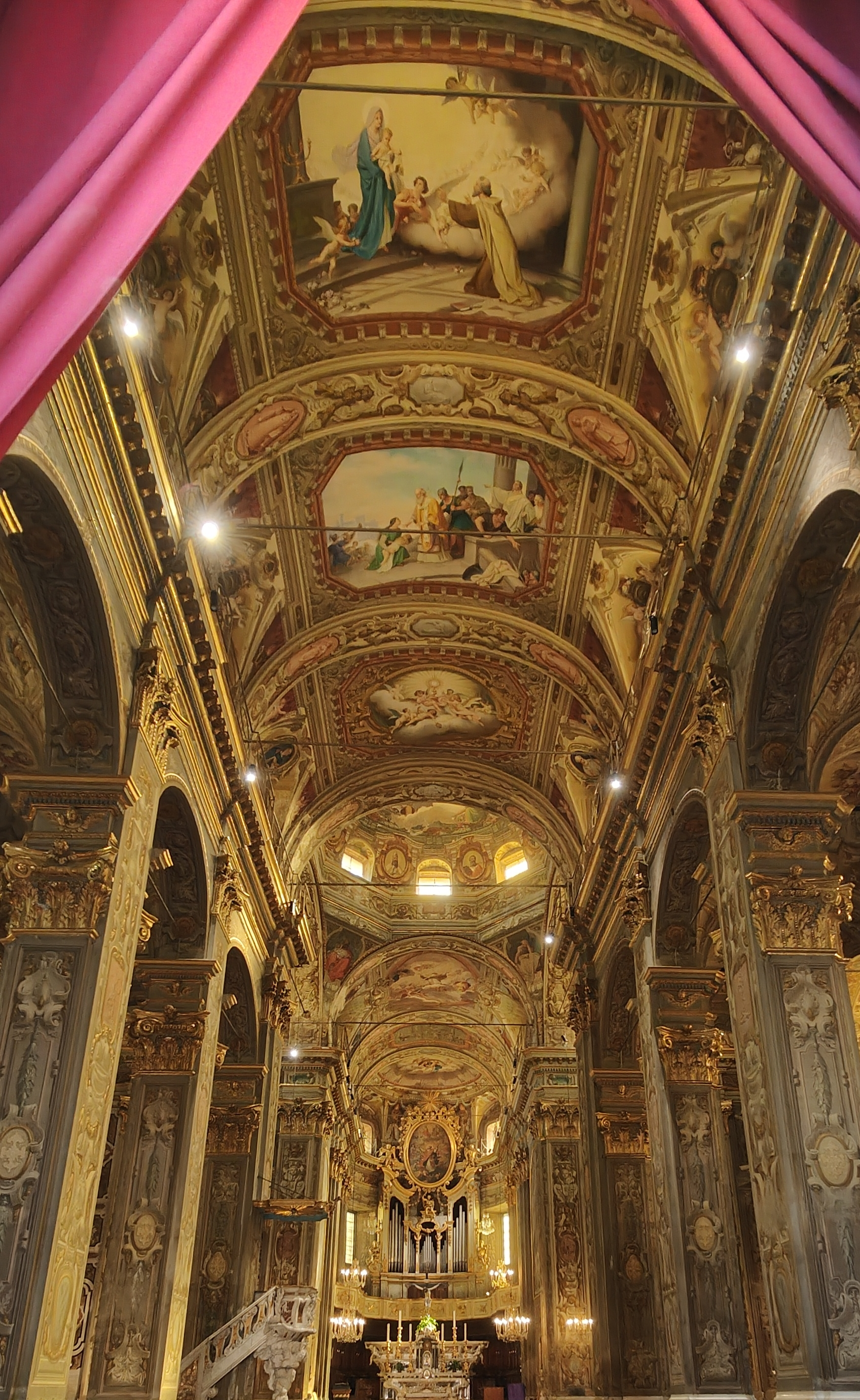
Il soffitto della navata centrale

La nuova chiesa fu arricchita di dipinti e statue e decorata a partire dal periodo barocco-rococò. Buona parte dei suoi arredi attuali, però, provengono dal complesso conventuale di Santa Caterina, la "superga" dei Del Carretto, che fu confiscata prima da Napoleone Bonaparte durante la Repubblica Ligure e poi dal governo italiano (1864) per utilizzi civili.
Successivamente furono affrescate e stuccate le pareti grazie all'opera, nel 1878, dei pittori Francesco Semino e Domenico Buscaglia - affreschi della cupola e della volta del presbiterio - e ripresi nel 1911 da Luigi Gainotti e Antonio Bertolotto nelle realizzazioni della volta.
Sopra il portale mediano si può ammirare il monumento funebre di Sforza Andrea Del Carretto, ultimo marchese della famiglia carrettesca, opera commissionata dal suo erede Giovan Andrea Doria e trasportato in San Biagio solo nel 1805, quando la chiesa di Santa Caterina fu confiscata da Napoleone Bonaparte e utilizzata per alloggiare le truppe. La statua è opera di Battista Orsolino, di scuola scultorea di Taddeo Carlone (XVII secolo).
A sinistra del portale, è presente il fonte battesimale; la vasca e le balaustre sono state realizzate da Girolamo Bocciardo nel 1798, mentre le statue di Gesù Cristo e San Giovanni Battista sono un'opera neoclassica del 1811, primo e unico lavoro in marmo di uno scultore del legno, il genovese Angelo Olivari (1768-1827). Al padre di Girolamo, Pasquale Bocciardo è attribuito il curioso e fantasioso pulpito marmoreo del 1764-1765, in cui scolpì la Visione di Ezechiele con il carro divino e i tetramorfi. A destra del portale, in ingresso, si trova invece il gruppo marmoreo di Gesù e la Maddalena, opera di Giovanni Battista Frumento del 1854 e donato in occasione della morte dell'avvocato Cavasola, maire (sindaco) di Finale durante il periodo napoleonico.

### Navata destra
Nel primo altare della navata destra si trova il trittico delle Nozze mistiche di santa Caterina d'Alessandria, fra i suoi testimoni san Gottardo e san Sebastiano, ascrivibile alla scuola di Bernardino Fasolo e realizzato per la Confraternita dei Disciplinanti del convento di Santa Caterina e trasportato in San Biagio in occasione dell'unificazione della confraternita conventuale con quella di San Biagio, avvenuta nel 1626. Venne allora aggiunta una ricca cornice decorata alla base e san Gottardo venne modificato in san Biagio tramite l'aggiunta di un pettine da cardatore nella mano.
Nel secondo altare la monumentale ancona d'altare, che raffigura il Martirio di santa Caterina con san Domenico, san Pietro, san Paolo, l'Annunciazione e la Pietà del pittore piemontese Pascale Oddone (1533), opera proveniente dall'altare maggiore di Santa Caterina. Lo stemma vescovile in cima e quello carrettesco segnalano il donatore che G. Castelnovi identificò in Luigi Del Carretto, conte e vescovo di Cahors, morto però nel 1524. Si tratterebbe quindi del nipote, Paolo Del Carretto, che ricoprì le stesse cariche dal 1525.

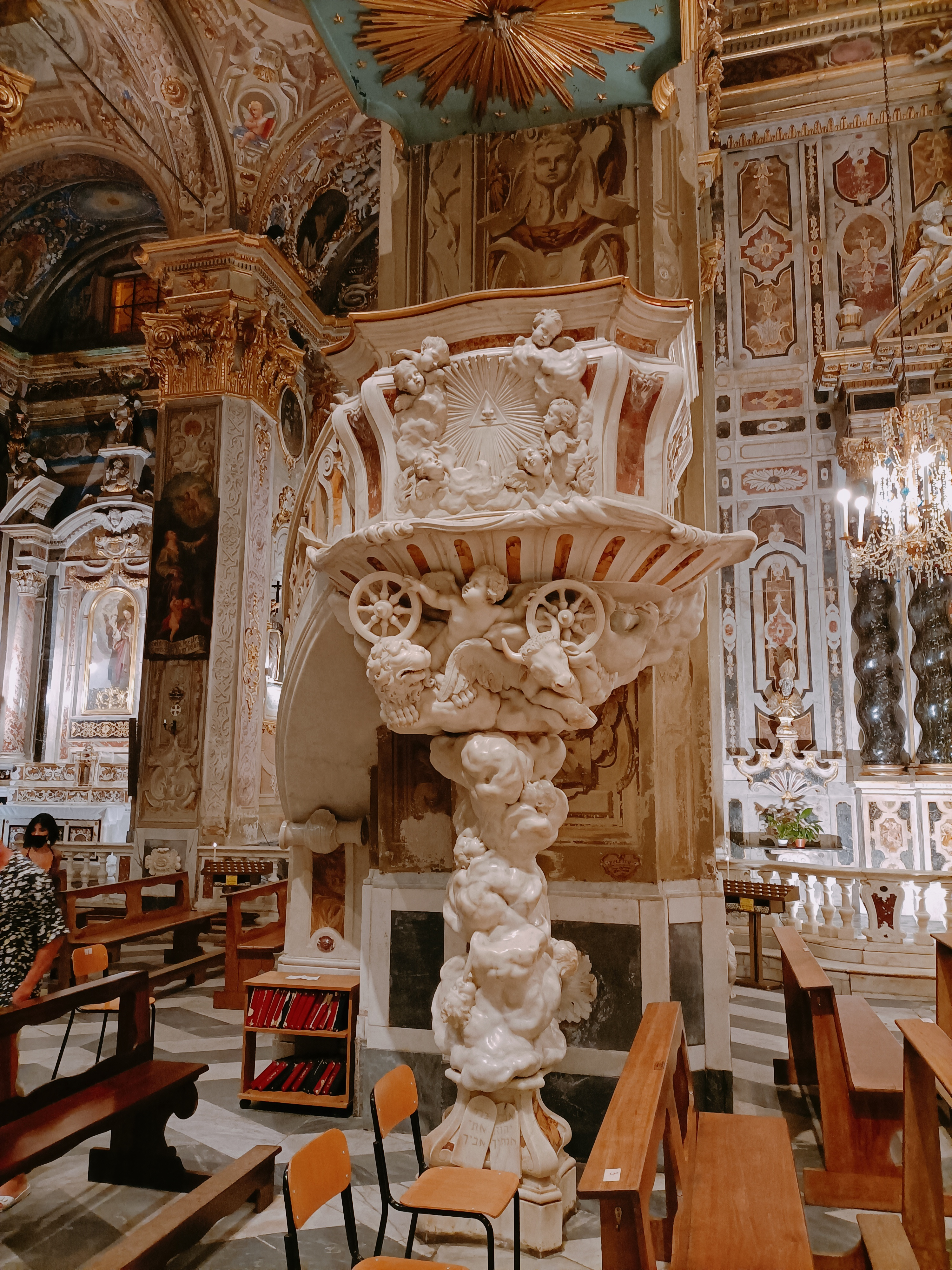
Particolare del pulpito del Bocciardo

Proseguendo al terzo altare, si può trovare un crocifisso ligneo di Francesco Agnesi detto il Corsetto (1693), precedentemente posto dietro l'altare maggiore e spostato qui senza le decorazioni nel 1949.
Al quarto altare, sede del vecchio organo settecentesco, si trova invece una tela dedicata a san Giovanni Nepomuceno, patrono di Boemia, inserito tra i santi Francesco da Paola e Lucia tra gli angeli, opera di Giuseppe Paganelli da Bergamo del 1798. Questo santo, protettore dalle alluvioni, è rappresentato anche sulla superficie interna di Porta Testa da cui potenzialmente irromperebbero le acque di un improvviso allagamento.
Presso il quinto ed ultimo altare destro, la tela della Madonna delle Grazie tra le anime purganti, opera di Pier Lorenzo Spoleti del 1723, e posizionato su un supporto realizzato forse da Pietro Ripa tra il 1718 e il 1728 a colonne rivestite di marmo, comprendente materiale riutilizzato dal vicino sito di Castel Gavone.
Nella cappella a destra del presbiterio è conservata invece la parte principale del polittico di Raffaello De Rossi, con la raffigurazione di San Biagio benedicente fra i santi Pietro e Paolo, Caterina e Cristoforo. L'opera, anticamente posta sull'altare maggiore sia dell'antica chiesa trecentesca sia in quella seicentesca, e databile ai primi decenni del cinquecento.

### Presbiterio e altare maggiore
Nel presbiterio, la balaustra in marmo con angeli è opera di Pasquale Bocciardo, in essa quattro figure di angeli sorreggono la tovaglia decorata da un fine lavoro a bulino. Pasquale Bocciardo è anche l'autore dell'altare maggiore del 1799. Durante la realizzazione è stato aiutato dallo zio Andrea Casareggio (1737-1799) col quale condivideva la bottega in via Giulia a Genova. La famosa particolarità di questo altare è il drappo del tavolo, che sembra di stoffa ricamata, ma in realtà è puro marmo.
Alle pareti sono invece presenti copie della Trasfigurazione di Raffaello e dell'Assunzione della Vergine (del fiammingo Peter Paul Rubens), realizzate invece dal pittore finalese Pier Lorenzo Spoleti nel 1722; si conserva inoltre, sotto quest'ultimo quadro, un ciborio in marmo del 1521 dello scultore Giovanni Lorenzo Sormano. Il coro ligneo in noce è stato terminato nel 1721 dal maestro Giò Benedetto Mora.
Di particolare interesse è l'organo a canne, costruito da Gioacchino Concone nel 1784 e riformato dal savonese Giovanni Battista Dessiglioli nel 1894.

### Navata sinistra

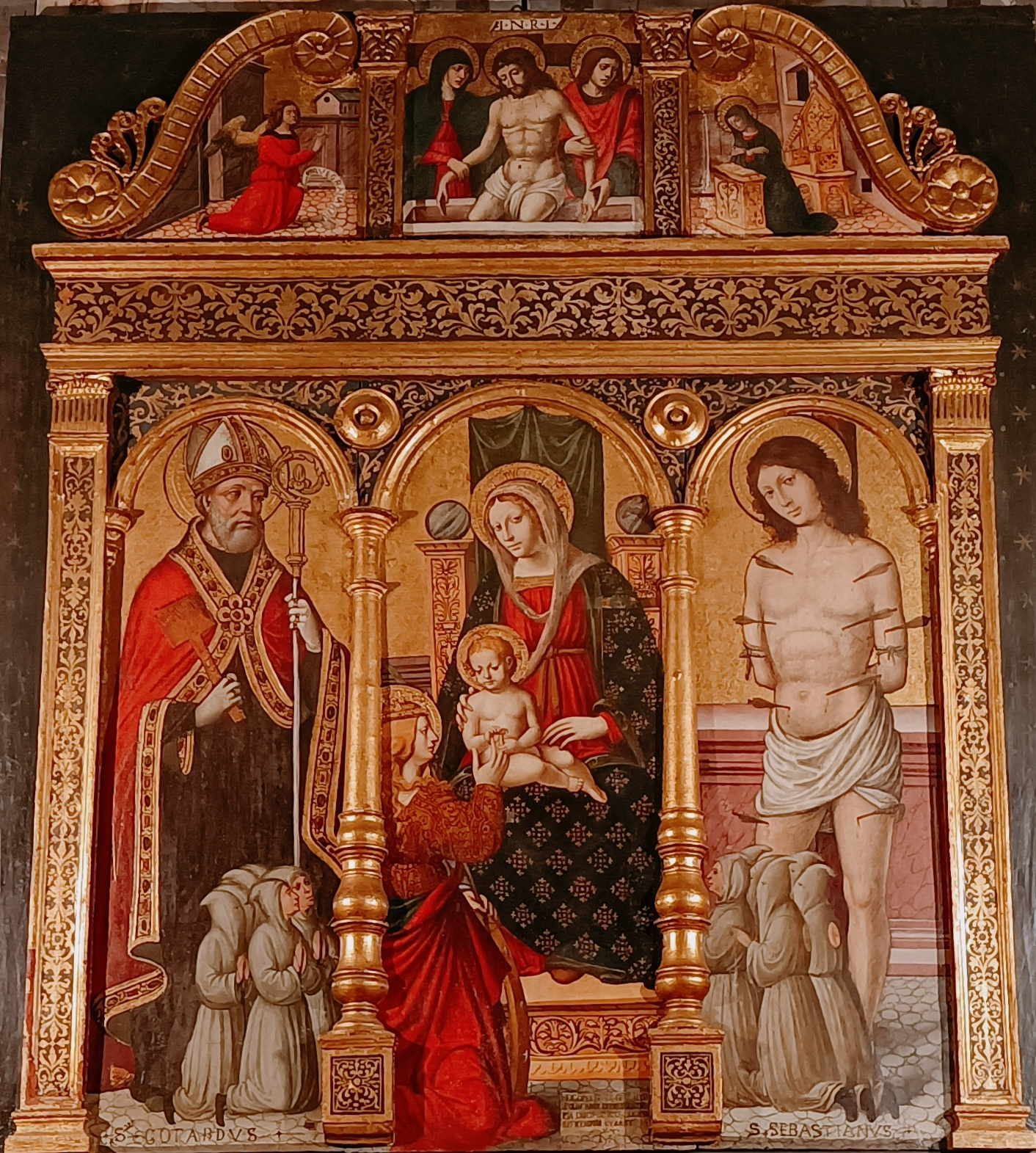
Nozze mistiche di santa Caterina d'Alessandria

Nella cappella a sinistra del presbiterio (attualmente l'altare ospita il Santissimo Sacramento) nel dipinto della Madonna fra san Giovanni Battista e sant'Ippolito, di mano ignota del XVII secolo, è presente un'iscrizione dedicatoria del governatore Diaz de Zamorano, datata 1627. L'opera si trovava originariamente nell'interna cappella del palazzo della Camera (poi palazzo del Tribunale) di Finalborgo. Davanti ad essa prestavano giuramento le magistrature finalesi.
Sul successivo altare della navata sinistra tornando verso l'ingresso della chiesa si può vedere una statua lignea della Madonna del Carmine, protettrice del Borgo, la cui confraternita finalese fu fondata nel 1609. Presenti inoltre i busti reliquiari di San Biagio e San Venerio, patrono del golfo della Spezia e protettore dei fari marittimi. L'altare della Madonna del Carmine è impostato su quattro colonne tortili in marmo nero. Le pareti della cappella e la cornice della nicchia vennero rifasciate e decorate con marmi intarsiati nel 1755 dai genovesi Antonio Maria Pittaluga e Stefano Gattuso.
Sul successivo altare, tornando indietro, si trova la tela dedicata all'Incredulità di san Tommaso, di Pier Lorenzo Spoleti (1725), commissionato dal Collegio dei Notai di Finalborgo. Nella volta della cappella, in una decorazione di stucchi con angeli, sono inserite piccole tele raffiguranti l'Incoronazione della Vergine tra i santi Tommaso e Francesco. Sul terzultimo altare, opera e tomba dell'architetto finalese GianBattista Gallesio (1772), è posizionata la statua del Sacro Cuore di Gesù. Particolari sono i plinti che sorreggono le colonne dell'altare, decorati con marmi policromi ad intarsio. Ai lati della cappella sono posti i busti commemorativi di Cristoforo Benenato e il beato Damiano Fulcheri da Perti.
Partendo dall'ingresso, si trova quindi, sul secondo altare di sinistra, un'altra opera mariana, già proveniente dal convento di Santa Caterina, la tavola della Madonna delle Rose, alla quale la santa, figlia di re, presenta il marchese di Finale Alfonso I del Carretto mentre san Domenico presenta il fratello, il cardinale Carlo Domenico. L'opera, successiva alla scomparsa dei due personaggi (1517), è stata attribuita a Vincenzo Tamagni, pittore originario di San Gimignano dove, dopo essersi trasferito a Roma nella metà del Cinquecento, lavorò alle commissioni papali delle Logge vaticane accanto a Raffaello.
Infine, al primo altare dall'ingresso, statua ignota dedicata a San Giuseppe col Bambino Gesù, eseguita grazie ai lasciti di un facoltoso proprietario finalese, Antonio Gozzolano, tra il 1708 e il 1727. L'altare è decorato con arabeschi e foglie d'acanto in marmo bianco dorato con fondo e cornice della nicchia in marmo nero, originale espressione del tardobarocco finalese. Ai lati ancora due tele, raffiguranti San Biagio e San Venerio costituivano le ante del vecchio organo.